# Josefa Pla Marco
Pour les articles homonymes, voir Marco.
Josefa Pla Marco (Valence (Espagne), 1830 - ?, 15 janvier 1870) est une photographe espagnole.

## Biographie
Josefa Pla Marco est, aux côtés d'Amalia López Cabrera, connue comme l'une des premières femmes photographes professionnelles pionnières en Espagne. Elle épouse le photographe Vicente Bernad Vela de Valence en 1850, et dirige son studio après sa mort.

## Source
- (en) Cet article est partiellement ou en totalité issu de l’article de Wikipédia en anglais intitulé « Josefa Pla Marco » (voir la liste des auteurs).